# (868) Lova
(868) Lova es un asteroide perteneciente al cinturón de asteroides descubierto el 26 de abril de 1917 por Maximilian Franz Wolf desde el observatorio de Heidelberg-Königstuhl, Alemania.
Se desconoce la razón del nombre.